# Burg Hagen (Duisburg)
Die Burg Hagen war eine mittelalterliche Burg vom Typus einer Turmhügelburg (Motte) im Duisburger Stadtteil Obermeiderich (Nauheimerstraße) im nördlichen Stadtbezirk Meiderich/Beeck. Nach Untergang der Burg wurde in direkter Nachbarschaft das Herrenhaus Hagen errichtet, welches 1939 der Schleifung zum Opfer fiel.

## Geschichte
Die Geschichte von Burg und Haus Hagen, die nachweisbar bis in das 13. Jahrhundert zurückreicht, ist eng mit der Gerichtshoheit in Meiderich verbunden. Burg und Herrenhaus waren bis zum Beginn des 19. Jahrhunderts Sitz der jeweiligen (Gerichts-)Herren von Meiderich. 
1268 war ein Gerhard Hagen, Sohn eines gleichnamigen Ritters, Richter in Meiderich. Er war außerdem Burgmann zu Holten. Zu dieser Familie zählte wohl auch Wilhelm von Hagen, Ritter in Kirchhellen, der Ende des 13. Jahrhunderts den Hof Monning besaß.
Von ca. 1300 bis 1400 wurde die Gerichtshoheit von den Herren von Stecke ausgeübt. Sie handhabten ihre Gerichtshoheit über Meiderich wie eine eigene Herrschaft Meiderich. Die Grafen bzw. Herzöge von Kleve mussten sich mit der Lehnsoberhoheit begnügen. Von 1400 bis 1442 lag diese Herrschaft in Händen der Herren von Götterswick. Ihnen folgten noch einmal die von Stecke. 1478 ging die Herrschaft auf die Herren von Myllendonk über, die sie bis 1633 ausübten. Dann erhielten die Grafen von Bronckhorst zu Anholt Meiderich zum Lehen, doch verkauften sie bereits 1669 ihr Lehnsrecht an Wilhelm Rulemann von Quadt zu Wickrath und Zoppenbroich, dessen Nachfolger die Gerichtshoheit in Meiderich bis Anfang des 19. Jahrhunderts innehatten.
Nach der klevischen Katasterkarte von 1734, in der die Anlage noch eingezeichnet ist, handelte es sich um eine etwa rechteckige Hauptburganlage mit zwei runden Ecktürmen und einem viereckigen Hauptturm sowie einer davorliegenden größeren und ebenfalls von Wassergräben umgebenen Vorburg. Zur Burg gehörten damals 70 ½ Morgen und 55 Morgen Einzelländereien. Die Hauptburg war um eine im Volksmund Galgenhügel genannte Erhöhung von gut 25 Metern Durchmesser angeordnet. 
Bis Mitte des 18. Jahrhunderts war die Burg durch Familienangehörige der jeweiligen Gerichtsherren bewohnt. Um 1750 etwa ist noch ein Obrist von Quadt nachgewiesen. In der 2. Hälfte des 18. Jahrhunderts scheint das Anwesen verpachtet oder vermietet worden zu sein. Von 1783 bis 1788 war ein Freiherr d'Ablaing Besitzer von Hagen. Sein Schwiegersohn, ein Herr de Mol, Ehemann der B.C.P. de Mol geborene d'Ablaing, ließ 1799 den Wert des Hauses schätzen. Es wurde ein Wert von 74.896 Reichstalern ermittelt. Die alte Burg wurde wohl kurz darauf aufgegeben. An ihrer Stelle wurde im 1. Drittel des 19. Jahrhunderts ein neues Herrenhaus mit Wirtschaftsgebäuden und umgebenden Wassergräben etwa 50–100 Meter südlich der alten Burg gebaut, das sogenannte Haus Hagen. 
Besitzer in den folgenden Jahren (vor 1806 bis mindestens 1817) war Friedrich Konrad Wilhelm von Gillhausen, der mit Cornelia Charlotte Wilhelma d'Ablaing, der Schwester der o. g. Ehefrau des Herrn de Mol, verheiratet war. 1822 ist ein Richter Ferdinand Wiedenbrück auf Haus Hagen belegt; 1861 dessen Witwe und ihr Sohn Ferdinand. Zu diesem Zeitpunkt war das ehemalige Rittergut so stark heruntergewirtschaftet, dass es 1865 für nur 53.000 Taler an den Industriellen Franz Haniel verkauft werden musste. Wohl kurz nach der Konsolidierung der Zeche Neumühl mit dem Besitz der Familie Haniel im Jahr 1890 ging Haus Hagen in der Verwaltung der Zeche über. 1937 ging es an das Deutsche Reich (Reichsfiskus), da im Rahmen der auf den Zweiten Weltkrieg ausgerichteten Verteidigungsmaßnahmen auf dem Gelände um Haus Hagen Flakstellungen errichtet werden sollten. Die Arbeiten begannen im August 1937. Im Zuge dieser Baumaßnahmen wurde Haus Hagen am 14. Juni 1939 abgerissen.
1948 legte das Sozialwerk der Inneren Mission dort den Grundstein zu der jetzigen imposanten Anlage des Hagenshofes. Nur die Zufahrt zum Herrenhaus, die Gräfte und der ehemalige Turmhügel der Burg sind noch schwach zu erkennen.

## Fotos

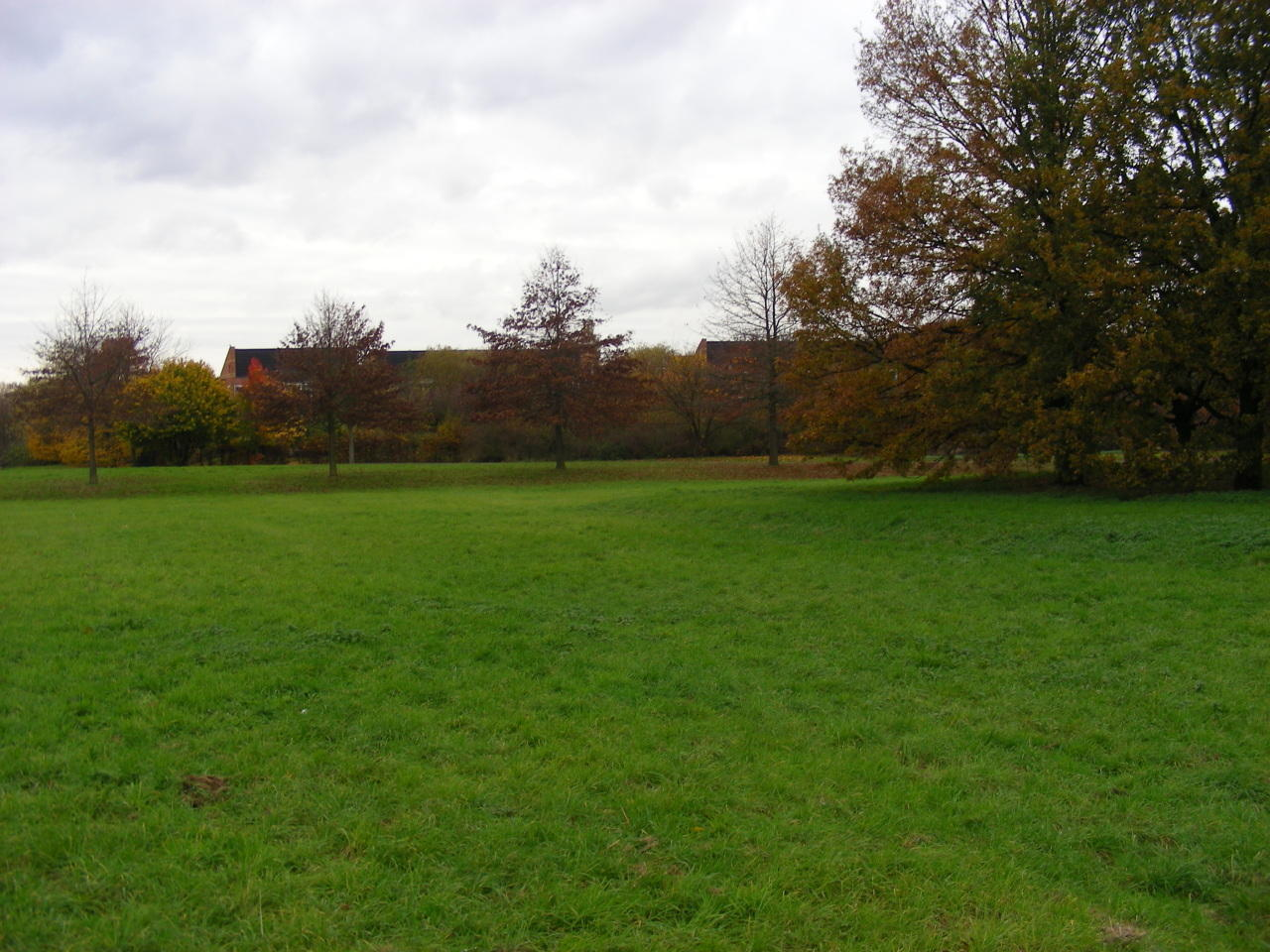
Burgstall Burg Hagen
Lage Haus Hagen